# 托萬達 (伊利諾伊州)
托萬達（英語：Towanda）是位於美國伊利諾伊州麥克萊恩縣的一個村落。

## 地理
托萬達的座標為40°33′51″N 89°33′56″W / 40.56417°N 89.56556°W，而該地最高點為海拔高度238米（即781英尺）。

## 人口
根據2010年美國人口普查的數據，托萬達的面積為1.94平方千米，當中陸地面積為1.94平方千米，而水域面積為0.00平方千米。當地共有人口480人，而人口密度為每平方千米247人。